# مندموس
مِنِدموس پیرایی ( زبان یونانی: Μενέδημος؛ ۳۵۰ پیش از میلاد) یک فیلسوف اهل پیرا در لسبوس بود، که در زمان اسپئوسیپوس عضو  آکادمی افلاطون بود. پس از مرگ اسپئوسیپوس در سال ۳۳۹ پیش از میلاد، انتخاباتی برای ریاست بعدی آکادمی برگزار شد و مندموس و هراکلیدس به گزنوکراتس باختند. مندموس نیز آکادمی را ترک کرد و مدرسه‌ای برای خود راه‌اندازی کرد.